# Клиситира
Клисити́ра, или Клисифе́ра (др.-греч.  Κλεισιθήρα ) — в греческой мифологии дочь критского царя Идоменея и его жены Меды.

## Мифология
Согласно легенде, Клиситира родилась в семье царя Крита Идоменея. У неё было три родных брата: Идамонт, Ификл, Лик — и один приёмный — Левк. Настоящим отцом Левка являлся Талос, который оставил его на горе́, когда тот был ещё ребёнком. Идоменей подобрал Левка и вырастил, заботился о нём, как о собственном сыне. Не знал он тогда, что делает это на погибель своей семье… Прошло время, Левк вырос, подросли и родные дети Идоменея. Критской царь стал задумываться о будущем своей дочери Клиситиры. Мечтая о её благе, он решил выдать её замуж за Левка.
Приёмный сын Идоменея оказался абсолютно неблагодарным и безжалостным. Клиситира уже была помолвлена с ним, когда её отец отправился на Троянскую войну. Левк воспользовался моментом и решил в отсутствие царя захватить власть. Для этого он расправился со всей своей приёмной семьёй, убив жену Идоменея Меду и её детей, в том числе собственную невесту Клиситиру.
По другой версии, Левк после ухода Идоменея на войну поначалу просто правил в его отсутствие и стал любовником своей приёмной матери Меды. Слухи об их связи стали распространяться. Перед возвращением Идоменея с войны Левк забеспокоился. Навплий убедил его, что единственный способ всё скрыть — это уничтожить царскую семью и захватить власть. Левк так и поступил. Убил Меду, её детей Ификла, Лика, не пощадил и своей невесты Клиситиры. Она бежала в храм, пытаясь там найти защиту, но это ей не помогло.